# Friedemann Götze
Friedemann Götze (26. února 1871 – 22. května 1946) byl německý voják, veterán první světové války v hodnosti Oberst (Plukovník) a zároveň důstojník SS v hodnosti SS-Brigadeführer. V předválečném období působil jako velitel SS-Junkerschule Braunschweig.

## Životopis
Friedemann Götze se narodil 26. února 1871 v dolnosaském městě Stade a po složení maturitní zkoušky vstoupil do armády 20. ledna 1890 jako Fahnenjunker. Byl zařazen k holštýnskému 88. pěšímu pluku „Herzog von Holstein“ (Infanterie-Regiment „Herzog von Holstein“ Nr. 88). O rok později byl povýšen do hodnosti Sekondeleutnant (poručík). U této jednotky sloužil až do podzimu roku 1914. S vypuknutím první světové války byl převelen k IX. armádnímu sboru (Armee Korps Nr. IX), kde sloužil v hodnosti major jako pobočník (Adjutant) velitele. Postupně vystřídal několik pěších pluků a v červnu roku 1917 byl raněn v boji ve Flandrech. Po návratu zpět na frontu byl převelen k 18. pěšímu pluku „Von Grolman“ (Infanterie-Regiment „Von Grolman“ Nr. 18) a zde zůstal až do konce války.
Po skončení války zůstal v armádě a poté se stal na jistý čas členem Freikorps. Následně opět vstoupil do Reichswehru, kde mu bylo svěřeno velení 18. pěšího pluku (Infaterie-Regiment Nr. 18). Nakonec byl 31. ledna 1924 penzionován v hodnosti Oberst (plukovník). 13. prosince 1934 vstoupil do SS a o rok později se stal učitelem taktiky na důstojnické škole SS v Braunschweigu. Poté, co byl Paul Hausser odvelen, převzal funkci velitele celé školy a to až do 30. června roku 1938, kdy ho vystřídal SS-Oberführer Arno Altvater-Mackensen.
Götze poté zhruba rok působil u štábu SS-Oberabschnitt Mitte a v průběhu října 1939 byl převelen do štábu Reichsführera SS. Odtud byl k 1. lednu 1942 poslán do výslužby, avšak byla mu ponechána hodnost.
Friedemann Götze zemřel po válce 22. května 1946 ve věku 75 let v rodném dolnosaském městě Stade.
Götze byl ženatý od 20. února 1896 s Fanny Elderovou, se kterou měl o rok později syna Hanse-Friedmanna Götzeho, který dosáhl u Waffen-SS hodnosti SS-Standartenführer a byl zabit v boji během bitvy o Francii ostřelovačem.

## Shrnutí vojenské kariéry

### Data povýšení
- Fahnenjunker – 1. březen, 1890
- Sekondeleutnant – 22. srpen, 1891
- Oberleutnant – 16. listopad, 1899
- Hauptmann – 18. květen, 1907
- Major – 8. listopad, 1914
- Oberstleutnant – 1. říjen, 1920
- Oberst – 1. prosinec, 1923
- SS-Obersturmbannführer – 1. únor, 1935
- SS-Standartenführer – 30. duben, 1936
- SS-Oberführer – 30. leden, 1937
- SS-Brigadeführer – 16. červen, 1938

### Vyznamenání
- Rytířský kříž královského pruského domácího řádu Hohenzollernů s meči – 31. leden, 1918
- Pruský železný kříž I. třídy (první světová válka)
- Pruský železný kříž II. třídy (první světová válka)
- Válečný záslužný kříž II. třídy s meči – 1941
- Odznak za zranění v černém (první světová válka)
- Řád červené orlice IV. třídy (první světová válka)
- Meklenburský záslužný kříž II. třídy (první světová válka)
- Velkovévodský kříž Friedricha Augusta I. třídy (první světová válka)
- Velkovévodský kříž Friedricha Augusta II. třídy (první světová válka)
- Pruský služební kříž I. třídy
- Baltský kříž II. třídy
- Sudetská pamětní medaile
- Medaile za Anschluss
- Výroční medaile pruského císaře Viléma
- Civilní odznak SS
- Kříž cti – 1934
- Čestná dýka Reichsführera SS
- Čestný prsten SS – 30. leden, 1942